# Ribemont
Ribemont je francouzská obec v departementu Aisne v regionu Hauts-de-France. V roce 2012 zde žilo 1 966 obyvatel. Je centrem kantonu Ribemont

## Sousední obce
Châtillon-sur-Oise, Origny-Sainte-Benoite, Pleine-Selve, Séry-lès-Mézières, Sissy, Surfontaine, Thenelles, Villers-le-Sec

## Vývoj počtu obyvatel
Počet obyvatel